# Virgen de la alegría
Virgen de la alegría és un curtmetratge documental espanyol dirigit el 1996 per José Manuel Campos i produïda per Bausan Films.

## Argument
Tracta sobre les persones amb discapacitat mental que treballen al "Centre Taller Verge de l'Alegria" de Tiana. En comptes d'oferir un tractament narratiu documental convencional, s'endinsa en les vides i somnis dels protagonistes amb amor i una bona dosi d'humor.

## Guardons
El 1996 va obtenir el Goya al millor curtmetratge documental